# River Frome (vattendrag i Storbritannien, England, lat 50,69, long -2,08)
River Frome är ett vattendrag i Storbritannien.   Det ligger i riksdelen England, i den södra delen av landet, 160 km sydväst om huvudstaden London.